# دافيتا بريندرغاست
دافيتا بريندرغاست (بالإنجليزية: Davita Prendergast) هو عداءة مسافات قصيرة جامايكية ولدت في يوم 6 ديسمبر 1984 في ويسترمورلاند في جامايكا، أبرز إنجازاتها كان تحقيقها الميدالية الفضية في بطولة العالم لألعاب القوى 2007 في أوساكا في اليابان في سباق 4×400 متر حيث تمكن الفريق الجامايكي النسائي من تحطيم الرقم الوطني لجامايكا في السباق.

## روابط خارجية
- دافيتا بريندرغاست على موقع الاتحاد الدولي لألعاب القوى (الإنجليزية)
- دافيتا بريندرغاست على موقع الدوري الماسي (الإنجليزية)